# Adrián Martín
Adrián Martín (Valencia, 1992. július 9. –) spanyol motorversenyző, jelenleg a MotoGP 125 köbcentiméteres géposztályában versenyez.
A sorozatban 2008-ban mutatkozott be, az utolsó hat versenyből ötön állt rajthoz. Malajziában egy pontot szerzett.
Két év szünet után, 2010-ben tért vissza, immár egész szezonra szerződtetett versenyzőként. Ebben a szezonban többször is pontszerzőv olt, eddig legjobb eredménye egy tizenegyedik hely.

## Teljes MotoGP-eredménylistája
(Táblázat értelmezése)

(Félkövér: pole-pozícióból indult; dőlt: leggyorsabb kört futott) 

| Év   | Géposztály | Csapat  | 1      | 2      | 3      | 4      | 5      | 6      | 7      | 8      | 9      | 10     | 11     | 12     | 13    | 14     | 15     | 16     | 17     | Poz. | Pont |
| ---- | ---------- | ------- | ------ | ------ | ------ | ------ | ------ | ------ | ------ | ------ | ------ | ------ | ------ | ------ | ----- | ------ | ------ | ------ | ------ | ---- | ---- |
| 2008 | 125 cm³    | Aprilia | QAT    | SPA    | POR    | CHN    | FRA    | ITA    | CAT    | GBR    | NED    | GER    | CZE    | RSM Ki | IND   | JPN 25 | AUS 17 | MAL 15 | VAL Ki | 33.  | 1    |
| 2010 | 125 cm³    | Aprilia | QAT 20 | SPA 13 | FRA 15 | ITA NI | GBR 16 | NED 16 | CAT 11 | GER Ki | CZE 11 | IND Ki | SMR 15 | ARA 11 | JPN 9 | MAL 13 | AUS 11 | POR Ki | VAL Ki | 15.  | 35   |